# Назарбаева, Алия Нурсултановна
Алия́ Нурсулта́новна Назарбаева (каз. Әлия Нұрсұлтанқызы Назарбаева;род. 3 февраля 1980, Алма-Ата) — казахстанский общественный деятель и кинопродюсер. Младшая дочь первого президента Казахстана Нурсултана Назарбаева. Лауреат Государственной премии Республики Казахстан в области литературы и искусства (2018).

## Биография
Родилась 3 марта 1980 года в городе Алма-Ата, Казахская ССР.

## Образование
Окончила Республиканскую музыкальную школу им. К. Байсеитовой в Алма-Ате. Обучалась на факультете международных отношений в Ричмондском университете в Лондоне, а также на факультете международных отношений Университета Джорджа Вашингтона в США.
В 2001 году окончила юридический факультет Казахской государственной юридической академии по специальности «правоведение».
В 2016 году решением Государственной аттестационной комиссии Казахского национального университета им. аль-Фараби присуждена степень магистра экономики и бизнеса по специальности «Экономика. Управление инновационной экономикой».
Владеет казахским, русским и английским языками.

## Общественная деятельность
- Председатель попечительского совета Национального научно-практического и оздоровительного центра «Бобек».
- Учредитель Фонда «Жандану әлемі».
- Учредитель Фонда развития общественно значимых инициатив.
- Автор и генеральный продюсер Национального детского песенного конкурса «Бала дауысы».
- Председатель президиума Ассоциации экологических организаций Казахстана[2].
- Руководитель попечительского совета Международного центра зелёных технологий и инвестиционных проектов.
- Председатель совета молодёжных трудовых отрядов «Жасыл ел»[3].

В 2017 году Алиёй Назарбаевой был учреждён Фонд развития общественно значимых инициатив, деятельность которого направлена на практическое внедрение международного опыта в области непрерывного экологического образования детей дошкольного возраста, развития системы компетентностного предпрофильного образования, повышение квалификации действующих инженерно-технических работников. С 2019 года фондом совместно с Министерством образования и науки Казахстана проводится национальная премия «Учитель Казахстана» в рамках глобальной премии «Учитель Мира».
В 2021 году Алия Назарбаева презентовала книгу «Место силы». Средства с продажи книги были направлены на совместную с европейским фондом SUGI программу озеленения регионов Казахстана.

## Экологические инициативы
Является соавтором учебника «Экология и устойчивое развитие» для 10—11 классов, элективного курса «Экологическая культура» для 6—7 классов, учебно-развивающего комплекса «Зелёная планета детства» для детей дошкольного и младшего школьного возрастов.
Назарбаева инициировала проект «Эко-Challenge» — конкурс, направленный на развитие системной работы по продвижению раздельного сбора ТБО. В проекте приняли участие более 82 тысяч детей.
28 апреля 2018 года в Астане в рамках круглого стола по теме экологических проблем Казахстана выступила в качестве председателя президиума Ассоциации экологических организаций с предложением законодательно закрепить термин «зелёная экономика» в новом Экологическом кодексе. Она заявила об ухудшении экологии и призвала внедрять комплексные меры: «Перед отечественным бизнесом уже с 2020 года возникает новая реальность со своими ограничениями, рисками и потенциальными выгодами. Невыполнение национальных обязательств приведёт к ограничению доступа казахстанских товаров на мировые рынки, а также применению иных экономических санкций».

## Карьера
Работала консультантом общего отдела Администрации Президента Казахстана, генеральным директором ТОО «Caspian Industries Ltd» (минеральная питьевая вода), председателем Совета директоров ТОО «Элитстрой». Является основателем первого в Республике Казахстан многофункционального спортивно-оздоровительного комплекса «Wellness Club LUXOR».
В 2011 году в сотрудничестве с итальянским ювелирным домом Damiani запустила линию украшений под одноименным названием Alsara.

## Киноиндустрия
Учредитель ТОО «Новый мир продакшн».
Продюсер документального фильма на экологическую тематику «Пробуждение», 2012 год.
По заказу телеканала «Хабар» в 2014 году создано два цикла документальных фильмов «Наследие Земли» с обзором мировых экологических проблем. Фрагменты фильмов вошли как видеоприложение к школьному учебнику «Экология и устойчивое развитие». В телевизионном прокате в настоящее время пять документальных фильмов на экологические темы и четыре рекламных ролика, подготовленных также ТОО «Новый мир продакшн».
Генеральный продюсер фильма «Дорога к матери» (2016). Премьерный прокат в кинотеатрах Казахстана длился шесть недель. Гала-показы состоялись в 12 странах мира. Фильм получил награды на шести международных кинофестивалях, в том числе главный приз международного фестиваля в Хорватии и Гран-при на Международном кинофестивале «Евразийский мост» и другие.
Продюсер документального фильма об основах гуманной педагогики «В поисках Учителя» (2018). После показа на телеканале «Хабар» фильм получил большой резонанс в обществе. Фильм показали также во многих школах Казахстана для педагогов и родителей.
В 2018 году Алия Назарбаева выступила генеральным продюсером исторической кинокартины «Томирис», выход которой на экраны был намечен на май 2019 года.

## Награды и звания
В 2013 году была удостоена премии Fashion TV Awards за возрождение национальных идей в ювелирном искусстве.
В 2018 году получила Государственную премию Республики Казахстан в области литературы и искусства за участие в создании полнометражного фильма «Анаға апарар жол» («Дорога к матери»). Алия Назарбаева является продюсером картины.

## Личная жизнь
- Первый брак: в 1998—2001 годах была замужем за старшим сыном президента Кыргызстана Аскара Акаева Айдаром[15].
- Второй брак: в 2002 году вышла замуж за казахстанского бизнесмена Данияра Хасенова[15], с которым впоследствии развелась.
- Третий брак: в 2015 году вышла замуж за Димаша Досанова.

Дети:
- второй брак: дочери Тиара (2007 года рождения) и Алсару (2011 года рождения),
- третий брак: сын Алдияр (2016 года рождения) и дочь Айлану (2018 года рождения)[16].